# Pauline Maier
Pauline Alice Maier (de soltera Rubbelke, 27 de abril de 1938 - 12 de agosto de 2013) fue una historiadora de la Revolución Americana, aunque su obra también aborda el período colonial tardío y la historia de los Estados Unidos después del final de la guerra revolucionaria.